# ロニー・ガービン
"ラギッド" ロニー・ガービン（"Rugged" Ronnie Garvin、本名：Roger Barnes、1945年3月30日 - ）は、カナダ・ケベック州モントリオール出身の元プロレスラー。
元NWA世界ヘビー級王者。ラフファイトに強いベビーフェイスのタフガイとして活躍し、その強烈なパンチ攻撃から "The Man with the Hands of Stone" の異名で呼ばれた（名付け親はプロレス実況者のゴードン・ソリー）。

## 来歴
少年時代にモントリオールのバプティスト教会でパット・パターソンやテリー・ガービン（テリー・ジョイヤル）と共にトレーニングを積み、1962年に17歳でデビュー。以後、テリー・ガービンの「弟」と称してロニー・ガービン（Ronnie Garvin）と名乗り、テリーとの「ガービン・ブラザーズ」で活動。
フロリダ、テネシー、ジョージアなどアメリカ南部のNWA圏をヒールのポジションで転戦し、1964年から1974年にかけて、各地区のローカル・タッグ王座を再三獲得。その間、1971年1月にテリー・ガービンと共に日本プロレスに来日しているが、小柄だったこともあってタッグ王座への挑戦権は与えられず、これが最初で最後の日本マット登場となっている。
1974年下期からは義理の息子でもあるジミー・ガービンも「末弟」として加わり、一時期はトリオの兄弟ユニットを結成していたが、1975年にガービン・ブラザーズを離れシングル・プレイヤーとなって活動。ルイジアナやノースカロライナを経て、1976年よりロン・フラー主宰のサウスイースタン・チャンピオンシップ・レスリングに登場。9月にザ・グラディエーターことディック・スタインボーンを破り、フラッグシップ・タイトルのNWAサウスイースタン・ヘビー級王座を獲得している。ミスター・ノックスビル（Mr. Knoxville）なる覆面レスラーにも変身し、1977年6月10日にはボブ・オートン・ジュニアと組んでロバート・フラー&ボブ・アームストロングからサウスイースタン・タッグ王座を奪取した。その後は素顔に戻ってベビーフェイスに転向、モンゴリアン・ストンパー、ボリス・マレンコ、アレックス・スミルノフ、ディック・スレーターらとサウスイースタン・ヘビー級王座を争い、通算6回に渡って同王座を獲得した。
1979年、サウスイースタンでの戦友だったボブ・ループやオートン・ジュニアと共に、アンジェロ・ポッフォがケンタッキー州レキシントンにて旗揚げした新興独立団体インターナショナル・チャンピオンシップ・レスリング（ICW）に参戦。同年5月26日に同団体認定のサウスイースタン・ヘビー級王座の初代チャンピオンに認定され、ペッツ・ワトレーやラニー・ポッフォとのタッグでも活動。以降ベビーフェイス陣営のトップとしてICWに定着し、1982年にかけてICW世界ヘビー級王者ランディ・サベージと抗争を繰り広げた。
ICWの活動停止後はNWA圏に戻り、1983年よりジム・バーネット主宰のジョージア・チャンピオンシップ・レスリングに登場。1984年は4月7日にジェイク・ロバーツから世界TV王座を、7月4日にジェリー・オーツと組んでロード・ウォリアーズからナショナル・タッグ王座を、10月11日にはテッド・デビアスから同ヘビー級王座を奪取するなどの活躍を見せた。
1985年下期からは、ジョージアを買収したジム・クロケット・ジュニアの運営するNWAミッドアトランティック地区に進出。1986年4月19日に開催されたタッグチーム・トーナメント "Crockett Cup" の第1回大会にはマグナムTAと組んで出場、2回戦でバズ・ソイヤー&リック・スタイナー、3回戦で全日本プロレスのジャイアント馬場&タイガーマスクを破り決勝戦に進出したが、ロード・ウォリアーズに敗れ準優勝に終わった。
同年9月2日にはブラック・バートを破りミッドアトランティック・ヘビー級王座を獲得。12月9日にはバリー・ウインダムをパートナーにザ・ラシアンズ（イワン・コロフ&クラッシャー・クルスチェフ）からUSタッグ王座を奪取。そして1987年9月25日、ミシガン州デトロイトにてリック・フレアーを下してNWA世界ヘビー級王座を獲得した。しかしファンの反応は鈍く、彼の戴冠期間は短期に縮小され、2カ月後の11月26日、イリノイ州シカゴで開催された『スターケード'87』にてフレアーが王座に返り咲くこととなった。
その後はジミーとガービン・ブラザーズを再結成してバーシティ・クラブなどと抗争するが、1988年8月にNWAを離脱し、ヒールのポジションでAWAやWWCを転戦。すでに斜陽期に入っていたAWAでは9月17日にグレッグ・ガニアからインターナショナルTV王座を、プエルトリコのWWCでは11月24日にカルロス・コロンからユニバーサル・ヘビー級王座を、それぞれ奪取している。
同時期にWWFと契約し、1988年12月、アイアン・マイク・シャープを破ってTVデビューを飾る。再びベビーフェイスに戻り、1989年からはディノ・ブラボーやグレッグ・バレンタインとの抗争アングルが組まれ、PPVの『ロイヤルランブル'89』『レッスルマニアV』『サバイバー・シリーズ'89』にも出場した。しかし、WWFではNWA時代のような活躍は果たせず、1990年1月の『ロイヤルランブル'90』以降はジョバーの役回りが多くなり、同年11月4日のハウス・ショーにおけるバディ・ローズ戦を最後にWWFを離脱した。
以後、WWCを経て1992年はジム・コルネットがテネシー州ノックスビルで主宰していたスモーキー・マウンテン・レスリングで活動。ポール・オーンドーフとのベテラン同士の抗争を展開した。セミリタイア後の1999年には、WWFを共にサーキットした同郷のジャック・ルージョー・ジュニアらルージョー・ファミリーの主催するモントリオール地区のイベント "International Wrestling 2000" に、ジミーやアブドーラ・ザ・ブッチャーとのタッグで出場した。
近年は航空運送会社のパイロットとして活動。彼は1970年代初頭に飛行機免許を取得し、サーキット中も自家用機で移動していたという。なお、義理の息子ジミーも引退後はUSエアウェイズの操縦士となっている。
引退後も南部のインディー団体やリユニオン・イベントに時折登場しており、2005年にはNWA時代の盟友ダスティ・ローデス対タリー・ブランチャードのレジェンド対決にてレフェリーを務めた。2011年8月12日にインセイン・クラウン・ポッシーが主宰するJCWで行われたPPV "JCW Legends & Icons" では、ジミー・スヌーカ、トニー・アトラス、ジム・ドゥガン、リキシ、ヴィセラ、ドインク・ザ・クラウン、ブルータス・ビーフケーキらと共にバトルロイヤルに出場した。

## エピソード
アメリカのマット界においてガービンは、喧嘩自慢の素人（道場破り）や外部の選手の強さを品定めするポリスマン（用心棒）の役割も担っていた。海外武者修行時代の藤波辰爾は、1976年にフロリダのカール・ゴッチのもとからノースカロライナのNWAミッドアトランティック地区に入った際、ゴッチの弟子ということで同地区の選手たちから警戒され、ガービンとの試合で肛門に指を入れられるなどして「仕掛けられた」という。

## 得意技
- ノックアウト・パンチ（"Hands of Stone" のニックネーム通りのパンチ攻撃）
- ガービン・ストンプ（相手の頭から爪先まで、各部を踏みつけるストンピング攻撃）
- フィギュア・フォー・レッグロック
- シャープシューター
- パイルドライバー

## 獲得タイトル

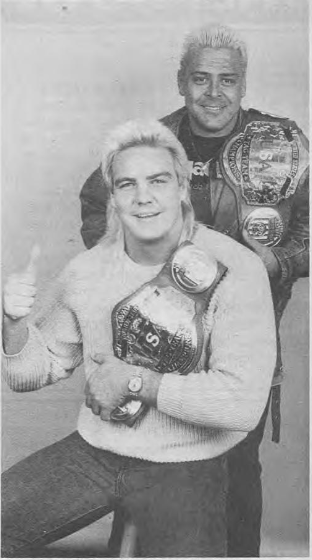
前方はバリー・ウインダム（1987年）

ミッドアトランティック・チャンピオンシップ・レスリング
- NWA世界ヘビー級王座：1回[15]
- NWAミッドアトランティック・ヘビー級王座：1回[13]
- NWA USタッグ王座（ミッドアトランティック版）：1回（w / バリー・ウインダム）[14]

チャンピオンシップ・レスリング・フロム・フロリダ
- NWA世界タッグ王座（フロリダ版）：1回（w / テリー・ガービン）[26]
- NWAフロリダ・タッグ王座：1回（w / オレイ・アンダーソン）[27]

ジョージア・チャンピオンシップ・レスリング
- NWA世界TV王座：3回[9]
- NWAジョージア・タッグ王座：2回（w / テリー・ガービン）[28]
- NWAメイコン・タッグ王座：2回（w / テリー・ガービン、ロジャー・カービー）[29]

チャンピオンシップ・レスリング・フロム・ジョージア
- NWAナショナル・ヘビー級王座：1回[11]
- NWAナショナル・タッグ王座：1回（w / ジェリー・オーツ）[10]

NWAミッドアメリカ
- NWA南部ジュニアヘビー級王座：1回
- NWA南部タッグ王座（ミッドアメリカ版）：1回（w / テリー・ガービン）
- NWAミッドアメリカ・タッグ王座：2回（w / テリー・ガービン）

サウスイースタン・チャンピオンシップ・レスリング
- NWAサウスイースタン・ヘビー級王座：6回[5]
- NWAサウスイースタン・タッグ王座：3回（w / トニー・チャールズ、ボブ・オートン・ジュニア×2）[6]
- NWAテネシー・タッグ王座：1回（w / テリー・ガービン）

インターナショナル・チャンピオンシップ・レスリング
- ICWサウスイースタン・ヘビー級王座：2回[7]
- ICWサウスイースタン・タッグ王座：1回（w / テリー・ギッブス）[30]

アメリカン・レスリング・アソシエーション
- AWAインターナショナルTV王座：1回[18]

ワールド・レスリング・カウンシル
- WWCユニバーサル・ヘビー級王座：2回[19]